# Normaltid

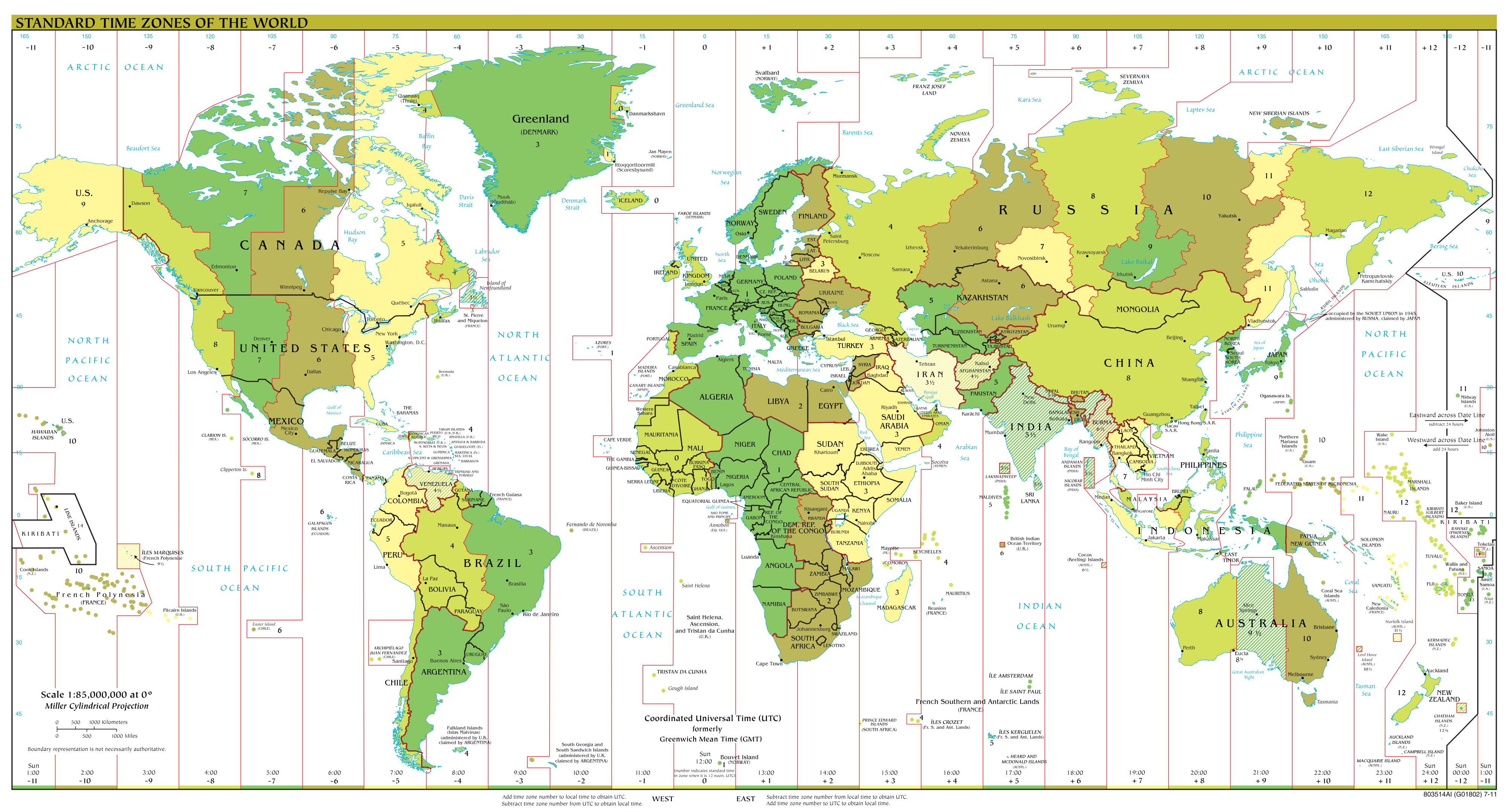
Normaltid i olika delar av världen.

Normaltid är en gemensam tid för ett större område eller land som jämkar de olika tider som kan uppstå när man på varje plats ställer tiden efter solen, så kallad soltid. Detta innebär oftast att man ställer klockan till tolv när solen står som högst på himlen eller, i tropiska länder, till sex på eftermiddagen vid solens nedgång. Genom införandet av normaltider har världen indelats i tidszoner, där en normaltid gäller i varje tidszon. I listor över länders tidszoner anges respektive normaltid. Sommartid är en tillfällig omställning av normaltiden (informellt även kallad vintertid).

## Historia
Länge behövdes ingen normaltid. Man levde relativt isolerat i byar och städer och reste oftast inte långt, fort och samordnat. När järnvägen slog igenom som allmänt transportmedel blev det däremot ohållbart med lokala tider. Det blev krångligt att skriva tidtabeller, och lokförarna hade problem med att hålla reda på tiden mot sin klocka. Många järnvägsbolag, inklusive Statens järnvägar, införde en egen järnvägstid för att kunna hantera sin tågplanering, vilket i stället gjorde tidtabellerna närmast omöjliga att göra förståeliga. Stationsklockorna hade två minutvisare, den ena visade järnvägstiden och den andra visade den lokala tiden. För att lösa dessa problem enades man så småningom i land efter land om att införa normaltider med (oftast) hela timmars avvikelse från Greenwichtid, så kallade tidszoner. En fördel med detta system är att minuter och sekunder blir lika överallt.

## Sverige
| ”                                                                  | Regeringen föreskriver i förordningen SFS 1979:988 ’Förordning om svensk normaltid’ att den för tidsangivning inom landet gällande tiden (svensk normaltid) skall vara den av Bureau international de l'heure fastställda normaltiden Temps Universel Coordonné (UTC) ökad med en timme. | „ |
| – Citat från Sveriges Provnings- och Forskningsinstituts webbplats | |   |

Svensk normaltid utgår således från 15-gradersmeridianen östlig längd och sammanfaller med den centraleuropeiska tidszonen. Den svenska normaltiden infördes den 1 januari 1879, vilket gav alla orter i landet samma tid, då kallad borgerlig tid. Skillnaden mellan Strömstad och Haparanda var tidigare 45 minuter, mellan Stockholm och Göteborg 24 minuter. Normaltiden från 1879 använde en meridian 12 tidsminuter, alltså 3°, väster om meridianen genom Stockholms gamla observatorium på Observatoriekullen nära Odenplan (som alltså ligger på 18°3'17" Ö), vilket innebar att Sveriges tidsmeridian då låg 15°3'17" öster om Greenwich. År 1900 ändrades tidsmeridianen till exakt 15° öster om Greenwich (medeleuropeiska tiden), vilket innebar en justering av tiden med 14 sekunder. Detta är den tidsmeridian som alltjämt används i Sverige.
Vilken tid man skulle välja som normaltid var från början inte klart. Stockholm och Göteborg var de starkaste kandidaterna. Järnvägstiden följde tiden i Göteborg för att passagerare som följde lokal tid skulle komma för tidigt, och inte för sent, till tåget. Det var något som inte kunde accepteras i huvudstaden. Debatten rasade i riksdagens båda kamrar och utredningarna avlöste varandra, ty ingen ville ge med sig. Under 15 år debatterades saken innan man kom fram till en kompromiss: svensk normaltid skulle följa meridianen som löper ungefär mitt emellan Stockholm och Göteborg och ha en hel timmes tidsskillnad från Greenwich. Denna meridian går i närheten av Karlshamn, Växjö, Örebro och Östersund.

## Andra länder
- Nya Zeelands parlament beslutade i september 1868 om införande av New Zealand Mean Time (NZMT) gällande från den 2 november 1868 med tidsmeridianen 172° 30’ östlig längd (GMT+11h30m). Till skillnad från flertalet andra länder som senare införde normaltid var det telegrafen, inte järnvägen, som var avgörande (genom den 1866 anlagda kabeln över Cook Strait). Från 1869 sändes en tidssignal från det nyetablerade observatoriet i Wellington via telegrafkabel kl 9.00 varje dag (tidssignal via radio infördes 1920). 1945 ändrades NZMT till New Zealand Standard Time (NZST) som ligger 12 timmar före GMT (GMT+12)[6]
- Storbritannien införde i praktiken normaltid 1855. Man hade då haft en järnvägstid sedan 1847. Normaltiden lagstiftades först 1880.[7]
- USA införde standardiserad järnvägstid 1883, vilket snabbt infördes som normaltid i många delstater, några olika hela antal timmar från Greenwich. Innan dess hade varje bolag sin järnvägstid vilka kunde skilja mycket på grund av långa avstånd.
- I Danmark kallas normaltiden skämtsamt för Gudhjemtid eftersom 15-gradersmeridianen passerar Gudhjem på Bornholm.
- I Ryssland används Moskvatid för alla järnvägstidtabeller i alla tidszoner. Här skiljer sig alltså normaltid och järnvägstid åt.
- Kina sträckte sig 1912–1949 över fem tidszoner men sedan 1949 använder hela Kina en och samma tidszon, Pekings tidszon. Inofficiellt används i Xinjiang och Tibet i västligaste Kina en tid som ligger två timmar efter den officiella tiden, för annars skulle i dessa områden solen stå i söder omkring kl 14–15 på eftermiddagen.
- Indien har en tid som ligger 5 ½ timme före UTC. Det betyder, att om man reser mellan Indien och Storbritannien och har en klocka med vanlig tolvtimmarsurtavla, så kan man få "rätt" tid genom att bara vända urtavlan upp och ner.
- Ett antal länder och områden har en normaltid på minst en timme mer än medelsoltiden. Det kallas ibland "ständig sommartid". Exempel på sådana är Island, Spanien, västra Kina, Ryssland och större delen av Alaska. I västligaste delarna av Kina har man upp till 3 timmars skillnad mellan normaltid och soltid, mest i världen.  Samma sak gäller sommartiden i nordvästligaste Spanien.  I västligaste Kina används inofficiellt en tid som ligger 2 timmar efter den officiella normaltiden.
- Det finns några landgränser där man ska ställa om klockan 3 timmar vid en gränspassage. Detta gäller för gränsen mellan Kina och Kirgizistan eller Tadzjikistan. Då man passerar den korta gränsen mellan Kina och Afghanistan ska man ställa om klockan 3,5 timmar.